# عین کرمه (استان وهران)
عین کرمه (استان وهران) (به عربی: عين الكرمة) یک شهرداری در الجزایر است که در ناحیه بوتلیلیس واقع شده‌است. عین کرمه ۱۰۷٫۹۲ کیلومتر مربع مساحت و ۷٬۵۱۳ نفر جمعیت دارد.